# Atractocerus procerus
Atractocerus procerus är en skalbaggsart som beskrevs av Sigmund Schenkling 1914. Atractocerus procerus ingår i släktet Atractocerus och familjen varvsflugor. Inga underarter finns listade i Catalogue of Life.